# Фишер, Карстен
Карстен Фишер (нем. Carsten Fischer, 29 августа 1961, Дуйсбург, ФРГ) — немецкий хоккеист (хоккей на траве), защитник. Олимпийский чемпион 1992 года, двукратный серебряный призёр летних Олимпийских игр 1984 и 1988 годов, чемпион Европы 1991 года.

## Биография
Карстен Фишер родился 29 августа 1961 года в немецком городе Дуйсбург.
Начал заниматься хоккеем на траве в 6-летнем возрасте в клубе «Уленхорст» из Мюльхайма-ан-дер-Рур, за который выступал в дальнейшем. В составе «Уленхорста» в 1988—1995 годах выиграл восемь подряд Кубков европейских чемпионов.
В 1984 году вошёл в состав сборной ФРГ по хоккею на траве на летних Олимпийских играх в Лос-Анджелесе и завоевал серебряную медаль. Играл на позиции защитника, провёл 7 матчей, забил 2 мяча (по одному в ворота сборных Испании и Малайзии).
В 1988 году вошёл в состав сборной ФРГ по хоккею на траве на летних Олимпийских играх в Сеуле и завоевал серебряную медаль. Играл на позиции защитника, провёл 7 матчей, забил 4 мяча (по одному в ворота сборных Канады, Великобритании, Южной Кореи и СССР).
В 1991 году завоевал золотую медаль чемпионата Европы в Париже. В том же году из-за тяжёлого сахарного диабета первого типа потерял волосы, в связи с чем английский журналист заподозрил Фишера, к тому же находившегося в хорошей форме, в использовании допинга. Немецкой хоккейной ассоциации пришлось выступить с официальным заявлением по поводу болезни хоккеиста.
В 1992 году вошёл в состав сборной Германии по хоккею на траве на летних Олимпийских играх в Барселоне и завоевал золотую медаль. Играл на позиции защитника, провёл 7 матчей, забил 8 мячей (по два в ворота сборных Пакистана и Египта, по одному — Индии, Великобритании, Австралии и Аргентине).
В сентябре 1995 года завершил игровую карьеру, однако вскоре вернулся в хоккей на траве, для того чтобы сыграть на четвёртой Олимпиаде.
В 1996 году вошёл в состав сборной Германии по хоккею на траве на летних Олимпийских играх в Атланте, занявшей 4-е место. Играл на позиции защитника, провёл 7 матчей, забил 2 мяча в ворота сборной США.
В 1982—1996 годах провёл за сборную ФРГ и Германии 259 матчей, в том числе 246 на открытых полях, 13 в помещении, забил 154 мяча.
В 2001 году был награждён премией Георга фон Опеля за работу по профилактике диабета.
Работает старшим врачом по ортопедии и хирургии в больнице Элизабет в Дорстене. В апреле 2010 года получил степень доктора медицины в Гамбургском университете.